# سم سوریج
سم سوریج (انگلیسی: Sam Surridge؛ زادهٔ ۲۸ ژوئیهٔ ۱۹۹۸) بازیکن فوتبال اهل بریتانیا است که برای باشگاه ناتینگهام فارست بازی می‌کند.
وی همچنین در تیم ملی فوتبال زیر ۲۱ سال انگلستان بازی کرده‌است.